# Jelena Glebowa
Jelena Glebowa, est. Jelena Glebova, ros. Елена Глебова (ur. 16 czerwca 1989 w Tallinnie) – estońska łyżwiarka figurowa startująca jako solistka. Trzykrotna uczestniczka igrzysk olimpijskich (2006, 2010, 2014) oraz siedmiokrotna mistrzyni Estonii. Zakończyła karierę amatorską w maju 2014 r. i rozpoczęła pracę w urzędzie miasta Tallinn. 

## Życie prywatne
Glebowa jest córką Finki i Rosjanina. Ma starszego brata Ilję (ur. 1987), który był łyżwiarzem figurowym startującym w parach sportowych.

## Osiągnięcia
| Zawody | 02–03          | 03–04          | 04–05          | 05–06          | 06–07          | 07–08          | 08–09          | 09–10          | 10–11          | 11–12          | 12–13          | 13–14          |                |                |                |                |                |
| Międzynarodowe | Międzynarodowe | Międzynarodowe | Międzynarodowe | Międzynarodowe | Międzynarodowe | Międzynarodowe | Międzynarodowe | Międzynarodowe | Międzynarodowe | Międzynarodowe | Międzynarodowe | Międzynarodowe | Międzynarodowe | Międzynarodowe | Międzynarodowe | Międzynarodowe | Międzynarodowe |
| --- | -------------- | -------------- | -------------- | -------------- | -------------- | -------------- | -------------- | -------------- | -------------- | -------------- | -------------- | -------------- | -------------- | -------------- | -------------- | -------------- | -------------- |
| Igrzyska olimpijskie |                |                |                | 28             |                |                |                | 21             |                |                |                | 29             |                |                |                |                |                |
| Mistrzostwa Świata |                |                | 33             |                | 18             | 15             | 16             | 21             | 22             | 13             | 16             | 26             |                |                |                |                |                |
| Mistrzostwa Europy |                |                | 25             | 15             | 12             |                | 12             | 10             |                | 11             | 13             | 7              |                |                |                |                |                |
| GP Cup of Russia |                |                |                |                |                |                | 6              |                | 10             |                |                |                |                |                |                |                |                |
| GP Skate America |                |                |                |                |                |                |                | 5              |                |                |                |                |                |                |                |                |                |
| GP Skate Canada |                |                |                |                |                | 8              | 11             |                |                |                |                |                |                |                |                |                |                |
| GP Trophée Eric Bompard |                |                |                |                |                | 6              |                |                |                |                | 7              |                |                |                |                |                |                |
| Crystal Skate of Romania |                |                |                | 7              |                |                |                |                |                | 1              |                |                |                |                |                |                |                |
| Finlandia Trophy |                |                |                |                | 5              |                |                |                | 6              | 2              |                |                |                |                |                |                |                |
| Ice Challenge |                |                |                |                |                |                |                | 4              |                |                |                |                |                |                |                |                |                |
| Memoriał Karla Schäfera |                |                |                | 5              |                |                | 2              |                |                |                |                |                |                |                |                |                |                |
| Merano Cup |                |                |                |                |                |                |                |                |                | 1              |                |                |                |                |                |                |                |
| Nebelhorn Trophy |                |                | 12             |                |                | 6              | 4              | 9              |                |                | 4              | 11             |                |                |                |                |                |
| NRW Trophy |                |                |                |                |                |                |                |                | 7              |                |                | 1              |                |                |                |                |                |
| Memoriał Ondreja Nepeli |                |                |                | 7              |                |                |                |                |                |                |                |                |                |                |                |                |                |
| U.S. Classic |                |                |                |                |                |                |                |                |                |                | 4              |                |                |                |                |                |                |
| Uniwersjada |                |                |                |                |                |                | 4              |                | 7              |                |                | 4              |                |                |                |                |                |
| Międzynarodowe: Kategorie młodzieżowe |                |                |                |                |                |                |                |                |                |                |                |                |                |                |                |                |                |
| Mistrzostwa Świata Juniorów |                | 27             | 20             | 11             | 6              | 11             |                |                |                |                |                |                |                |                |                |                |                |
| JGP w Bułgarii |                | 16             |                |                |                |                |                |                |                |                |                |                |                |                |                |                |                |
| JGP w Czechach |                |                |                |                | 3              |                |                |                |                |                |                |                |                |                |                |                |                |
| JGP w Estonii |                |                |                | 6              |                |                |                |                |                |                |                |                |                |                |                |                |                |
| JGP w Polsce |                | 25             |                |                |                |                |                |                |                |                |                |                |                |                |                |                |                |
| JGP w Stanach Zjednoczonych |                |                | 8              |                |                |                |                |                |                |                |                |                |                |                |                |                |                |
| JGP na Ukrainie |                |                | 13             |                |                |                |                |                |                |                |                |                |                |                |                |                |                |
| JGP na Węgrzech |                |                |                |                | 6              |                |                |                |                |                |                |                |                |                |                |                |                |
| Warsaw Cup |                |                |                |                | 2 J            |                |                |                |                |                |                |                |                |                |                |                |                |
| Krajowe |                |                |                |                |                |                |                |                |                |                |                |                |                |                |                |                |                |
| Mistrzostwa Estonii | 3 J            | 1              | 1              | 2              | 1              |                | 1              | 1              | 3              | 1              | 1              |                |                |                |                |                |                |
| Zawody zespołowe |                |                |                |                |                |                |                |                |                |                |                |                |                |                |                |                |                |
| Japan Open |                |                |                |                |                |                |                | 1 T 5 P        |                |                |                |                |                |                |                |                |                |
| GP = Grand Prix, JGP = Junior Grand Prix; N = Junior młodszy, J = Junior; WD = Wycofała się T = Wynik zespołowy, P = Osobisty wynik; Medale przyznawane wyłącznie za wynik zespołowy. |                |                |                |                |                |                |                |                |                |                |                |                |                |                |                |                |                |